# Maja Murić
| Posities op de WTA-ranglijst Positie per einde seizoen: \| jaar \| rang enkelspel \| rang dubbelspel \| \| ---- \| -------------- \| --------------- \| \| 1990 \| 741 \| 510 \| \| 1991 \| 463 \| 296 \| \| 1992 \| 517 \| 317 \| \| 1993 \| 355 \| 97 \| \| 1994 \| 285 \| 80 \| \| 1995 \| 301 \| 104 \| \| 1996 \| 684 \| 186 \| \| 1997 \| 440 \| 87 \| \| 1998 \| – \| 116 \| \| 1999 \| 785 \| 155 \| |                |                 |
| jaar | rang enkelspel | rang dubbelspel |
| 1990 | 741            | 510             |
| 1991 | 463            | 296             |
| 1992 | 517            | 317             |
| 1993 | 355            | 97              |
| 1994 | 285            | 80              |
| 1995 | 301            | 104             |
| 1996 | 684            | 186             |
| 1997 | 440            | 87              |
| 1998 | –              | 116             |
| 1999 | 785            | 155             |

Maja Murić (Zagreb, 27 februari 1974) is een voormalig tennisspeelster uit Kroatië. Murić was actief in het proftennis van 1990 tot en met 2002.

## Loopbaan

### Enkelspel
Murić debuteerde in 1990 op het ITF-toernooi van Makarska (Joegoslavië) – zij bereikte er de kwartfinale door onder meer de Roemeense Irina Spîrlea te verslaan. Zij stond in 1991 voor het eerst in een finale, op het ITF-toernooi van Belgrado (Joegoslavië) – zij verloor van de Oekraïense Natalia Biletskaya. In 1994 veroverde Murić haar enige enkelspeltitel, op het ITF-toernooi van Nuriootpa (Australië), door de Australische Kerry-Anne Guse te verslaan.
In 1994 kwalificeerde Murić zich voor het eerst voor een WTA-hoofdtoernooi, op het toernooi van Berlijn.
Haar hoogste notering op de WTA-ranglijst is de 204e plaats, die zij bereikte in februari 1995.

### Dubbelspel
Murić behaalde in het dubbelspel betere resultaten dan in het enkelspel. Zij debuteerde in 1990 op het ITF-toernooi van Makarska (Joegoslavië), samen met landgenote Ivona Horvat – zij bereikten er meteen de halve finale. Zij stond in 1991 voor het eerst in een finale, op het ITF-toernooi van Pesaro (Italië), samen met de Australische Justine Hodder – hier veroverde zij haar eerste titel, door het Roemeense duo Ruxandra Dragomir en Irina Spîrlea te verslaan. In totaal won zij acht ITF-titels, de laatste keer in 1998 in Stuttgart-Vaihingen (Duitsland).
In 1992 speelde Murić voor het eerst op een WTA-hoofdtoernooi, op het Belgisch Open in Waregem, samen met de Amerikaanse Shelley Bartlett. Zij stond in 1993 eenmaal in een WTA-finale, op het toernooi van Kitzbühel, samen met de Tsjechische Pavlína Rajzlová, door in de halve finale Nanne Dahlman en Alexandra Fusai te verslaan – zij verloren de eindstrijd van het koppel Li Fang en Dominique Monami.
Haar beste resultaat op de grandslamtoernooien is het bereiken van de kwartfinale, op Wimbledon 1994 samen met de Nederlandse Ingelise Driehuis. Daardoor bereikte zij in juli 1994 haar hoogste notering op de WTA-ranglijst, de 60e plaats.
In 1996 nam Murić namens Kroatië deel aan het vrouwendubbelspel op de Olympische Spelen van Atlanta, met Iva Majoli aan haar zijde – zij bereikten de tweede ronde. Na het US Open 1999, waar zij met de Bulgaarse Svetlana Kriventsjeva nog de derde ronde bereikte, stopte zij met tennissen, behoudens één (verloren) partij op het WTA-toernooi van Linz 2002, met de Amerikaanse Jill Craybas.

### Tennis in teamverband
In de periode 1992–1997 maakte Murić deel uit van het Kroatische Fed Cup-team – zij behaalde daar een winst/verlies-balans van 14–6. In 1993 en in 1994 speelde zij in de eerste ronde van de Fed Cup Wereldgroep.

## Palmares
| Legenda                |
| ---------------------- |
| Grandslamtoernooi      |
| Olympische Spelen      |
| Year-End Championships |
| Tier I                 |
| Tier II                |
| Tier III               |
| Tier IV & V            |

### WTA-finaleplaatsen enkelspel
geen

### WTA-finaleplaatsen vrouwendubbelspel
| nr.              | finale     | toernooi      | ondergrond | partner          | tegenstandsters          | score    |         |
| ---------------- | ---------- | ------------- | ---------- | ---------------- | ------------------------ | -------- | ------- |
| gewonnen finales |            |               |            |                  |                          |          |         |
| geen             |            |               |            |                  |                          |          |         |
| verloren finales |            |               |            |                  |                          |          |         |
| 1.               | 1993-07-18 | WTA Kitzbühel | gravel     | Pavlína Rajzlová | Li Fang Dominique Monami | 2-6, 1-6 | details |

### Gewonnen ITF-toernooien enkelspel
| nr. | finale     | toernooi  | dotatie | ondergrond | tegenstandster in finale | score    |
| --- | ---------- | --------- | ------- | ---------- | ------------------------ | -------- |
| 1.  | 1994-12-11 | Nuriootpa | $25.000 | hardcourt  | Kerry-Anne Guse          | 7-5, 6-1 |

### Gewonnen ITF-toernooien dubbelspel
| nr. | finale     | toernooi            | dotatie | ondergrond | partner                | tegenstandsters in finale                       | score         |
| --- | ---------- | ------------------- | ------- | ---------- | ---------------------- | ----------------------------------------------- | ------------- |
| 1.  | 1991-08-18 | Pesaro              | $25.000 | hardcourt  | Justine Hodder         | Ruxandra Dragomir Irina Spîrlea                 | 6-4, 3-6, 6-3 |
| 2.  | 1992-03-22 | Zaragoza            | $10.000 | gravel     | Petra Rihtarić         | Katarzyna Teodorowicz-Lisowska Agata Werblińska | 4-6, 6-4, 6-3 |
| 3.  | 1992-09-27 | Makarska            | $10.000 | gravel     | Petra Rihtarić         | Ivana Havrlíková Markéta Štusková               | 3-6, 6-1, 6-2 |
| 4.  | 1992-10-04 | Mali Lošinj         | $10.000 | gravel     | Petra Rihtarić         | Darija Dešković Karin Lušnic                    | 6-3, 4-6, 6-4 |
| 5.  | 1993-02-14 | Faro                | $10.000 | gravel     | Linda Niemantsverdriet | Darija Dešković Monika Kratochvílová            | 6-3, 6-3      |
| 6.  | 1993-04-04 | Marsa               | $10.000 | gravel     | Klára Bláhová          | Virág Csurgó Tjaša Jezernik                     | 6-3, 5-7, 6-3 |
| 7.  | 1993-06-13 | Caserta             | $25.000 | gravel     | Karin Lušnic           | Paula Cabezas Adriana Serra Zanetti             | 2-6, 6-2, 6-3 |
| 8.  | 1998-07-05 | Stuttgart-Vaihingen | $25.000 | gravel     | Laurence Courtois      | Julia Abe Ljoebomira Batsjeva                   | 6-1, 6-4      |

## Resultaten grandslamtoernooien
| Legenda | Legenda                          |
| ------- | -------------------------------- |
| g.t.    | geen toernooi gehouden           |
| l.c.    | lagere categorie                 |
| –       | niet deelgenomen                 |
| G       | uitgeschakeld in de groepsfase   |
| 1R      | uitgeschakeld in de eerste ronde |
| 2R      | uitgeschakeld in de tweede ronde |
| 3R      | uitgeschakeld in de derde ronde  |
| 4R      | uitgeschakeld in de vierde ronde |
| KF      | uitgeschakeld in de kwartfinale  |
| HF      | uitgeschakeld in de halve finale |
| F       | de finale verloren               |
| W       | het toernooi gewonnen            |
| w-v     | winst/verlies-balans             |

### Enkelspel
geen deelname

### Vrouwendubbelspel
| toernooi        | 1994 | 1995 | 1996 | 1997 | 1998 | 1999 |
| --------------- | ---- | ---- | ---- | ---- | ---- | ---- |
| Australian Open | –    | 1R   | 1R   | –    | –    | –    |
| Roland Garros   | 1R   | –    | –    | 1R   | –    | 1R   |
| Wimbledon       | KF   | –    | 1R   | 2R   | –    | 1R   |
| US Open         | 1R   | –    | 1R   | 1R   | 3R   | 3R   |